# Karel Komzák starší
Karel Komzák st. (4. listopadu 1823 Netěchovice – 19. března 1893 Netěchovice) byl český kapelník a skladatel, otec Karla Komzáka mladšího.

## Život
Karel Komzák starší byl zakladatelem rodinné hudební tradice. Jeho otec byl kovářem na panství Koloděje nad Lužnicí u Vratislavů z Mitrovic, jeho matka byla zámecká komorná. V Kolodějích také absolvoval základní školu. Hudební vlohy se ukázaly již v dětství. Od 6 let hrál na housle a v devíti letech již zastupoval varhaníka při bohoslužbách v kolodějské zámecké kapli a bavil zámecké hosty. Otec trval na tom, aby se naučil řádně německy a syna nechal zapsat do školy v pohraniční obci Weikertschlag v Dolním Rakousku. Po dvou letech pokračoval ve studiu na pedagogickém ústavu v Českém Krumlově. Již v této době hrál na téměř všechny hudební nástroje a zvládal řízení chrámového sboru.

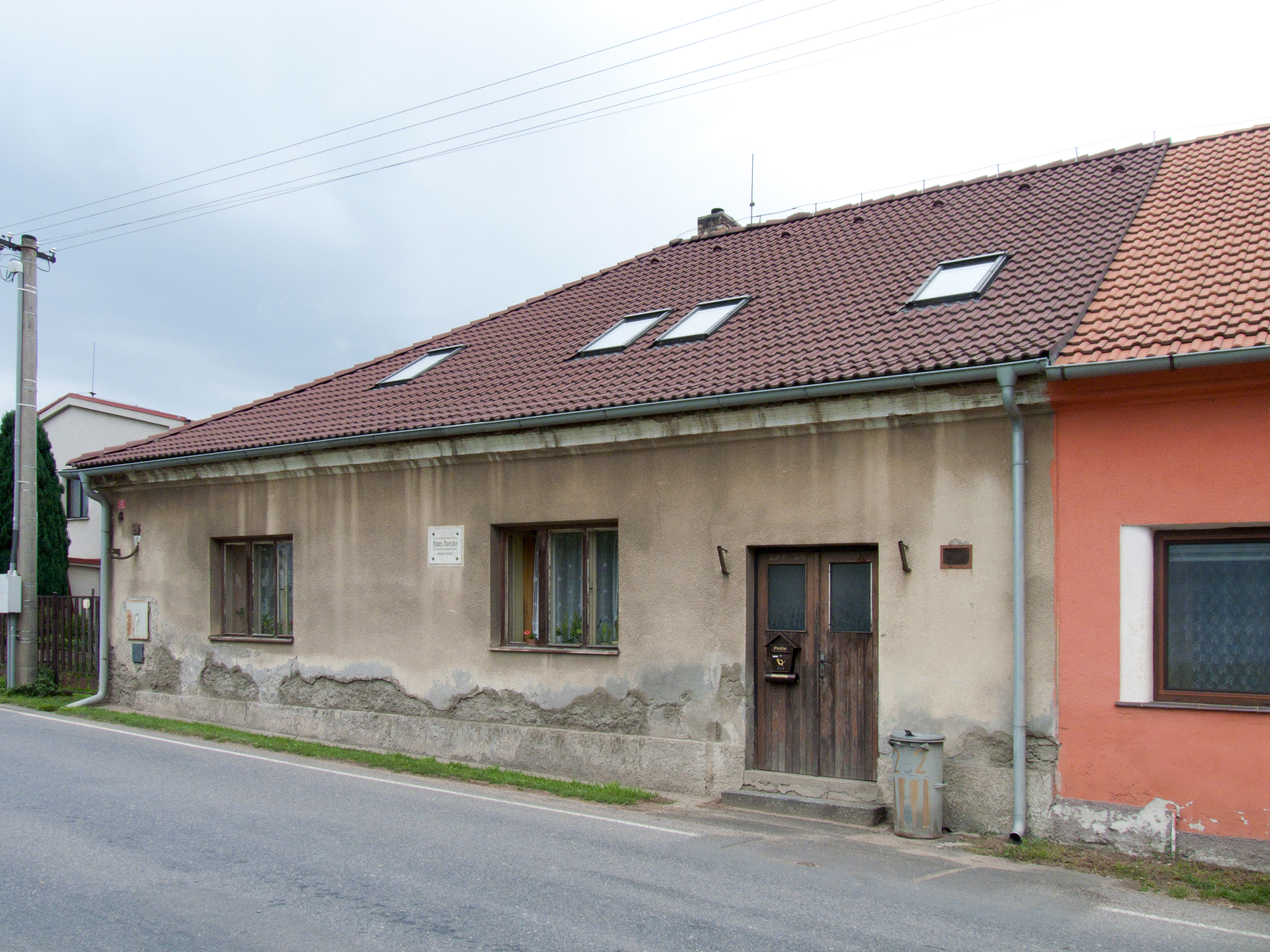
Rodný dům skladatele v Netěchovicích

V roce 1842 odešel do Prahy, studoval na varhanické škole a rozšiřoval si i pedagogické vzdělání. Po návratu do Netěchovic dostal, na přímluvu hudbymilovné hraběnky Terezie Vratislavové, místo podučitele v Kolodějích nad Lužnicí. Měl tak možnost se věnovat dále hudbě. Hrál ve vesnických kapelách, vedl hudbu vltavotýnských rodáků a působil jako varhaník v zámecké kapli, i v kostelech okolních obcí.
Další příznivkyně, hraběnka Karolina Marie Anna Vratislavová, mu dopomohla k místu vychovatele a varhaníka v Zemském ústavu pro choromyslné, kde působil plných 19 let. Z pacientů dokonce sestavil orchestr, se kterým koncertoval i před císařem Františkem Josefem.
V roce 1854 absolvoval kurs instrumentace u Pražského vojenského spolku a založil salónní orchestr, který si brzy získal velkou oblibu. Hrál zejména dobové tance (čtverylky, polky, třasáky, kvapíky a valčíky) a pořádal koncerty na Střeleckém ostrově a na Žofíně. Vystupoval s velkým úspěchem i v zahraničí. V tomto souboru hrál na violu Antonín Dvořák. Mezi ním a Komzákovou rodinou vznikly přátelské vztahy. Dvořák byl jejich častým hostem a učil dceru Marii hře na klavír. Kromě svého orchestru řídil Komzák také kapelu Sboru pražských ostrostřelců, která se pod jeho vedením stala nejlepším tělesem ze všech pražských pluků. V té době začal komponovat. Jeho první skladbou byla čtverylka Kamelie (Camelien – Quadrille). Získala 1. místo v soutěži Hoffmannova nakladatelství. Když bylo v roce 1862 otevřeno Prozatímní divadlo, dostal Komzákův orchestr nejprve nabídku k hostování a později se stal stálým divadelním orchestrem.
Postavení divadelního kapelníka však skladatele neuspokojovalo. V roce 1865 přijal nabídku na místo vojenského kapelníka 11. pěšího píseckého pluku. V době nástupu do funkce sídlil pluk v Tridentu v Itálii (tehdy součást Rakouska). Pluk často měnil místo pobytu. Od roku 1866 sídlil pluk v Linci, od r. 1871 v Hradci Králové, od r. 1874 v Praze a od r. 1877 v Plzni. Komzákova kapela tak získávala stále větší slávu a popularitu v celém Rakousku. Na repertoáru měla populární skladby Johanna Strausse, Franze von Suppé a Verdiho a také líbivé skladatelovy úpravy českých národních písní, což přispívalo k jeho oblibě.
V době působení pluku v Plzni, hostovala kapela i v lázeňských letoviscích Karlových Varech a Mariánských Lázních. V letech 1879–1880 nastudoval pro tato vystoupení i Slovanské tance Antonína Dvořáka. V roce 1881 převzal řízení kapely německého pěšího pluku č. 74 Nobile. U tohoto pluku vládla železná německá disciplína a kapela dostala zákaz hrát české národní písně. 9. října 1881 kapela tento zákaz porušila a zahrála píseň Kdybys měla má panenko sto ovec. Obecenstvo se přidalo a celý koncert se změnil v bouřlivou demonstraci. Výsledkem toho všeho bylo, že kapelník podal výpověď a požádal o definitivní pensionování. Nechal se však přemluvit a pokračoval v činnosti jako kapelník 88. pěšího berounského pluku posádkou v Praze. Zákaz uvádění českých písní byl sice vydán všem vojenským kapelám, ale obecenstvo si vynutilo, aby byl brzy odvolán.
V roce 1888 odešel na odpočinek již definitivně. Dále však komponoval a jeho skladby byly uváděny zejména na koncertech jeho syna Karla, který se stal rovněž oblíbeným a slavným kapelníkem.

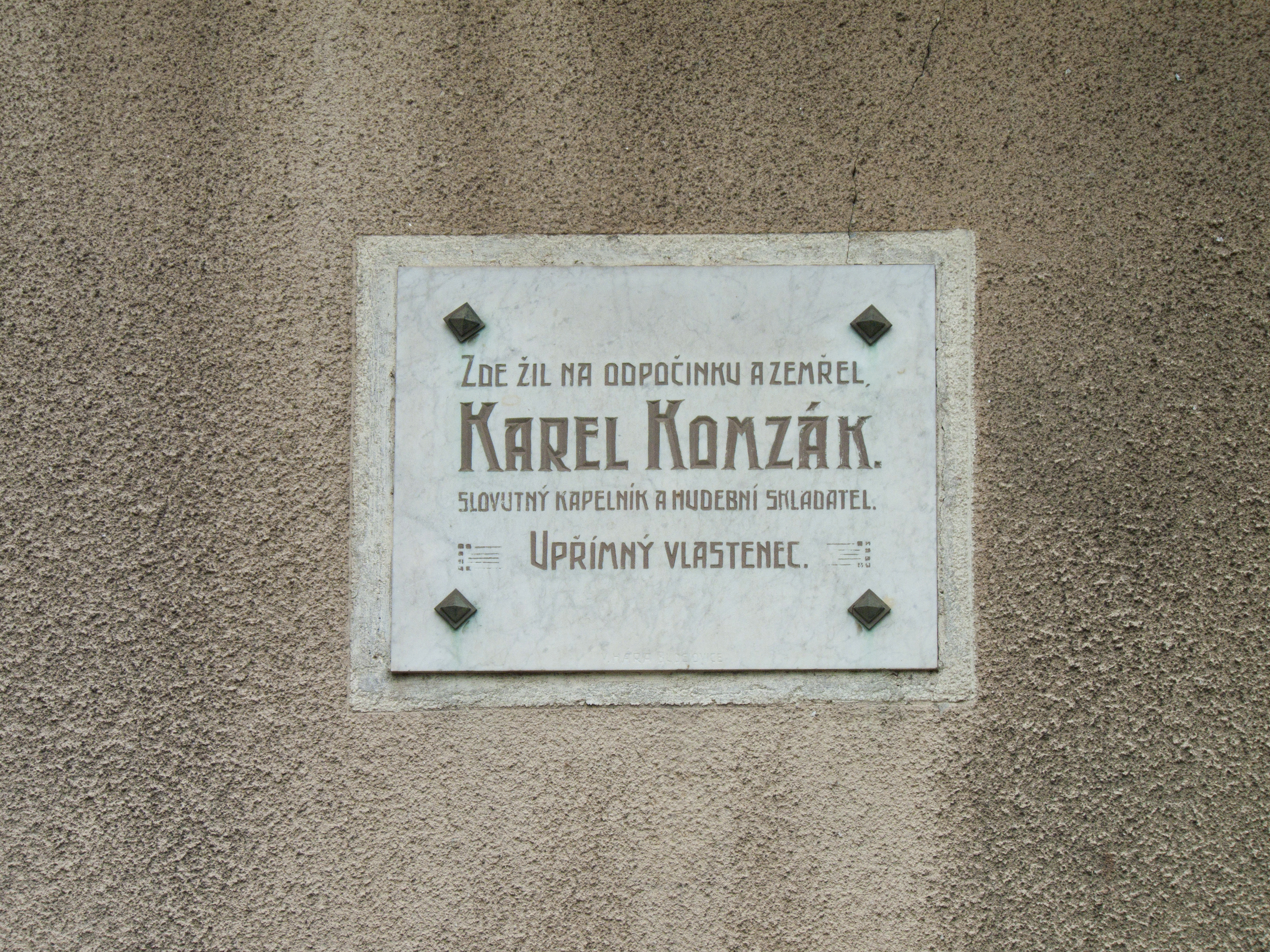
Pamětní deska v Netěchovicích

19. března 1893 podlehl záchvatu mrtvice. Pohřben byl za obrovské účasti obyvatel z okolí na hřbitově v Týně nad Vltavou. Na jeho počest byla po něm v Týně nad Vltavou pojmenována ulice Komzákova.
V jeho díle pokračovali další Karlové: syn a vnuk. Autorství jednotlivých skladeb je dodnes problém i pro hudební vědce. Pokud nejsou díla signována, jsou si žánrem i instrumentační technikou velmi podobná.

## Dílo
Karel Komzák napsal na tři stovky skladeb. Názory na jeho hudbu se v průběhu času značně různily a nejsou dodnes zcela jednotné. Nicméně skutečností zůstává, že jeho směsi národních písní a úpravy operní hudby měly velký význam v národním obrození a přispěly k šíření hudební kultury mezi lidem, který neměl příležitost navštěvovat velké operní domy a koncertní sály.
Životopis napsaný jeho dcerou Marií Steinbachovou a některé rukopisy jsou uloženy v Okresním muzeu v Týně nad Vltavou.

### Některé skladby
- Vltavo-Týnská polka
- Libějická polka
- Vesničtí muzikanti
- Sousedská z národních nápěvů
- Zvuky české
- Čech a Němec
- Slovanský pochod
- In die weite Welt (mužský sbor)